# Малеїновий ангідрид
Малеї́новий ангідри́д (рос. малеиновый ангидрид; англ. maleic anhydride, нім. Maleinanhydrid n) — органічна сполука ряду гетероциклів. При взаємодії з водою утворює малеїнову кислоту.
Випускається у вигляді порошку білого кольору і використовується як уповільнювач тужавіння та твердіння тампонажних розчинів за високих температур. Часто застосовується разом з сульфіт-дріжджевою бражкою (СДБ); постачається в поліетиленових мішках, вкладених у паперові мішки, чи в барабанах; зберігається за умов, які виключають зволоження.

## Отримання

### Отримання з бензену
Малеїновий ангідрид  у промислових масштабах почали синтезувати починаючи із 1930-х років. Його отримували каталітичним окисненням бензену:
{\displaystyle \mathrm {C_{6}H_{6}+4,5O_{2}\longrightarrow C_{4}H_{2}O_{3}+2CO_{2}+2H_{2}O} }
Для окиснювання великих об'ємів бензену застосовувався кисень повітря. Із підігрітим повітрям бензен утворює гомогенну газову суміш, яку утримують під тиском 0,15—0,25 МПа та пропускають над поверхнею каталізатору (V2O5, MoO3 у співвідношенні 70%:30%). Реакція є сильно екзотермічною: ентальпія взаємодії складає -1875 кДж/моль. Охолодження реактору здійснюється за рахунок циркуляції довкола нього евтектичних солей. 
Окрім окиснення до ангідриду, значною є також побічна реакція окиснення бензену до CO та CO2: за оптимальних умов у ангідрид окиснюється близько 73% бензену, а 23% піддаються повному окисненню. Залишкові 4% можуть бути адсорбовані активованим вугіллям та повернені у реактор для повторної взаємодії.
Після виходу із реактору, суміш охолоджують до 150—160 °C, а згодом швидко охолоджують до 50—60 °C (тривале охолодження є небажаним через реакцію ангідриду із конденсованою водою). За цим методом може бути конденсовано із газової фази близько 40—60% ангідриду. Інша частина переходить у малеїнову кислоту і потім підлягає дегідратації. Дегідратацію проводять двома методами:
- змішуванням із «виштовхуючим агентом» — органічною сполукою (зазвичай, ксиленом), що утворює із водою азеотропні суміші і разом з нею відокремлюється від альдегіду;
- швидким випаровування тонкого шару розчину малеїнової кислоти при температурі 150—200 °C. При цьому може також утворюватися незначна частка (1—3%) ізомеру малеїнової кислоти — фумарової кислоти. Ангідрид відокремлюється у вигляді рідини.

Продукт після дегідратації додатково переганяють для досягнення чистоти у 99%.

### Отримання з бутану
Стрімке здорожчання бензену та, найголовніше, визнання його небезпечною сполукою змусило шукати іншу сировину для синтезу. І в 1974 році хімічним підприємством «Monsanto Company» був запропонований метод отримання малеїнового ангідриду із тетракарбонових вуглеводнів — н-бутану та його суміші з н-бутеном.
{\displaystyle \mathrm {C_{4}H_{10}+3,5O_{2}\longrightarrow C_{4}H_{2}O_{3}+4H_{2}O} }
Реакція проходить на поверхні каталізатору ванадил пірофосфату (VO)2P2O6 (так званий VPO), який синтезують взаємодією V2O5 та H3PO4 у присутності відновників.
Концентрація бутану в реакційній системі обмежується 1,7% — за вищого вмісту він утворює вибухонебезпечні суміші.
Виділення ангідриду із суміші продуктів відбувається значно складніше, ніж у бензеновому методі: конденсувати вдається лише незначну частку ангідриду, а 65—70% гідратуються до малеїнової кислоти. Як варіант, для поглинання ангідриду застосовують органічні розчинники — таким чином відокремлюється до 98% речовини.

## Хімічні властивості
У водному розчині малеїновий ангідрид легко утворює малеїнову кислоту (цис-бутендіову):
(O)CCH2(O)CH2C(O) + H2O → HOOC-CH=CH-COOH
Реагує зі спиртами, за підвищених температур утворюючи подвійні естери:
Подвійний зв'язок у гетероциклі є надзвичайно реакційноздатним: за ним проходять реакції гідрування, галогенування. За подвійним зв'язком відбувається приєднанням дієнів (реакція Дільса — Альдера):

## Токсичність
Малеїновий ангідрид викликає подразнення очей, шкіри, слизових оболонок. Допустима концентрація у повітрі складає 0,25 мг/л. При тривалому вдиханні може провокувати набряк легень.
Для уникнення ушкоджень шкіри рекомендується використовувати гумові рукавички, а при наявності пилу ангідриду необхідно користуватися респіратором.

## Застосування
Малеїновий ангідрид застосовується у реакціях поліконденсації полімерних сполук і синтезу кополімерів. Найважливішими кополімерами є малеїновий ангідрид—стирен і малеїновий ангідрид—акрилова кислота.
Невелика частина синтезованого малеїнового ангідриду застосовується у виготовленні ПАР, пестицидів та інгібіторів росту рослин (ретардантів).